# Homefront: The Revolution
Homefront: The Revolution – komputerowa gra akcji, wyprodukowana przez brytyjskie studio Dambuster. Gra została wydana 17 maja 2016 roku na platformę PC, PlayStation 4 oraz Xbox One.

## Fabuła
Fabuła Homefront: The Revolution jest kontynuacją wątku hipotetycznego konfliktu pomiędzy Koreą Północną i Stanami Zjednoczonymi z poprzedniej części. Cztery lata po rozpoczęciu okupacji USA, rosnące w siłę punkty oporu przygotowują ostateczną rewolucję przeciwko Korei Północnej. Akcja gry rozgrywa się na ulicach zniszczonej i okupowanej Filadelfii.

## Rozgrywka
Gracz może realizować zadania w częściowo otwartym świecie w dowolnej kolejności i dowolny sposób. Ma też możliwość rekrutowania ludzi do pomocy.
Homefront: The Revolution powstał na silniku CryEngine 4.